# Mileena
Mileena – postać fikcyjna z serii gier wideo Mortal Kombat.
Mileena była pierwszą złą postacią kobiecą w Mortal Kombat i do dzisiaj pozostaje ona jedną z najpopularniejszych oraz najlepiej rozpoznawalnych postaci w cyklu. Wraz z Kitaną stanowią one parę rywalek, którą Ed Boon określił jako żeński odpowiednik Scorpiona i Sub-Zero.

## W grach
Mileena została powołana do życia przez złego czarownika Shang Tsunga jako klon Kitany – wojowniczej księżniczki krainy Edenia, aby szpiegować ją dla Shao Kahna (przybranego ojca Kitany, który zabił jej prawdziwego ojca aby posiąść Edenię dla swojego imperium Outworld). Mileena wygląda podobnie jak Kitana, jednak gdy zdejmie swoją maskę ukazuje się jej prawdziwa, zdeformowana dolna część twarzy w stylu humanoidalnej rasy mutantów tarkatan – wielkie, ostre zęby, których używa do gryzienia wrogów. Jej bronią są najczęściej sztylety sai, a w późniejszych grach wręcz walczy chińskimi stylami walki.
Mileena uważa Kitane za swoją "siostrę", ale obsesyjnie pragnie zająć jej miejsce na tronie Edenii, wykorzystując każdą nadarzająca się okazję do przejęcia lub zdobycia większej władzy. W odróżnieniu od ubierającej się na niebiesko Kitany, Mileena preferuje jasnofioletowe lub różowe (nawet podając się za Kitane), z zawsze zamaskowaną dolną częścią twarzy i włosami często spiętymi w koński ogon. Od wyniosłej i dumnej Kitany różni Mileene także jej podstępny, oportunistyczny i wyuzdany charakter oraz bardzo agresywny styl walki (łącznie z gryzieniem przeciwników). Zazdrosna wobec Kitany o jej piękną twarz, Mileena zwykle ubrana jest też w bardziej wyzywające stroje, odsłaniając więcej ciała niż jakakolwiek inna kobieta w serii.

### Kanoniczna fabuła
Mileena, która pierwotnie pozowała jako zaginiona siostra-bliźniaczka księżniczki Kitany, została pokonana przez Liu Kanga w grze Mortal Kombat: Shaolin Monks, a następnie zabita w pojedynku przez samą Kitane w trakcie wydarzeń z gry Mortal Kombat II. Mileena została jednak później przywrócona do życia przez Shao Kahna, służąc mu w grze Ultimate Mortal Kombat 3 (oraz Mortal Kombat Trilogy) – tak naprawdę jest jednak szpiegiem Shinnoka. W grze Mortal Kombat 4 (występuje tam jako postać grywalna tylko w wersji Mortal Kombat Gold), Mileena pomogła w inwazji Shinnoka na Edenie, ale pozwoliła zbiec swojej "siostrze". Ta jednak, po odzyskaniu tronu, odmówiła podzielania się władzą i Mileena została uwięziona w lochu, gdzie spędziła fabułę gry Mortal Kombat: Deadly Alliance.
Mileena została uwolniona przez jej tarkatańskiego kochanka Barake i dołączyła do sił Onagi. W czasie wydarzeń z gry Mortal Kombat: Deception Mileena została władczynią Edenii dla swojego nowego pana, udając Kitane. Przed wydarzeniami z gry Mortal Kombat: Armageddon, Mileena usiłowała zawładnąć także i Outworldem Shao Kahna, została jednak zmuszona do poddania się przez Shang Tsunga, dla którego to osobiście pokonała i schwytała Shujinko. Mileena jednak nie zamierza już służyć komukolwiek więcej i przygotowuje się do ostatecznego zdobycia władzy nad Edenią.

### Niekanoniczne zakończenia
W jej zakończeniu z MKII Mileena zdradza i pokonuje osłabionego Shao Kahna, zostając królową Outworld i rządząc wraz z Baraką. W UMK3 Mileena także wykorzystuje okazję do zdradzenia i obalenia Kahna, tym razem dla Shninnoka. W MK:Gold Mileena zabija Kitanę, kiedy ta odmawia podzielenia się z nią władzą. W MK:D, Mileena zabija w zasadzce Barake, który wie prawdę o "księżniczce", aby rządzić Edenią na własną rękę. W jej zakończeniu z MK:A Mileena pokonuje Blaze'a i wykorzystuje jego moc aby na chwilę połączyć się fizycznie z Kitaną, po czym ich twarze zostają zamienione: Mileena zdejmuje maskę i obejmuje tron Edenii, a oszpecona Kitana traci rozum w lochu.

## W innych mediach
Poza grami, Mileena wystąpiła w serialu Mortal Kombat: Conquest (grana tam przez Megan Brown i przez Audie England w roli Mileeny pozującej za Kitane w odcinku "Shadow of a Doubt"), w filmie Mortal Kombat: Annihilation (Dana Hee w bardzo krótkiej roli), w przedstawieniu Mortal Kombat: Live Tour (grana przez Jennifer DeCosta), oraz w komiksach z serii Mortal Kombat (w tym w komiksie "Kitana and Mileena: Sister Act"). Mileena wystąpiła także w specjalnej edycji czasopisma Playboy, poświęconej lubieżnym postaciom z gier wideo (w grze MK:D dostępny jest jej niewykorzystany w Playboyu obrazek topless).

## Odbiór
W 2010 r. serwis GRRR.pl umieścił wspólnie Kitane i Mileena na liście 8 "najgroźniejszych i seksownych kobiet z gier".